# Distretto di Çeşme
Il distretto di Çeşme (in turco Çeşme ilçesi) è un distretto della provincia di Smirne, in Turchia.

## Amministrazioni
Al distretto appartengono 2 comuni e 4 villaggi.

### Comuni
- Çeşme (centro)
- Alaçatı

### Villaggi
- Germiyan
- Ildırı
- Karaköy
- Ovacık